# Microdon newcomeri
Microdon newcomeri är en tvåvingeart som beskrevs av Mann 1924. Microdon newcomeri ingår i släktet myrblomflugor, och familjen blomflugor.
Artens utbredningsområde är Kalifornien. Inga underarter finns listade i Catalogue of Life.